# Hyundai Genesis
Hyundai Genesis (Хьонде Дженесіс) — автомобіль бізнес-класу, розроблений компанією Hyundai. З 2017 року модель Hyundai Genesis продається під брендом Genesis G80.

## Перше покоління (ВН)
Hyundai Genesis першого покоління вперше показаний на Автосалоні в Нью-Йорку в 2007 році. Модель продається по всьому світу (крім Європи) і позиціонується Hyundai як «преміум спорт-седан». На базі седана також створено купе, яке було представлено також на Автосалоні в Нью-Йорку, але вже в 2008 році.
В 2011 році модель оновили.

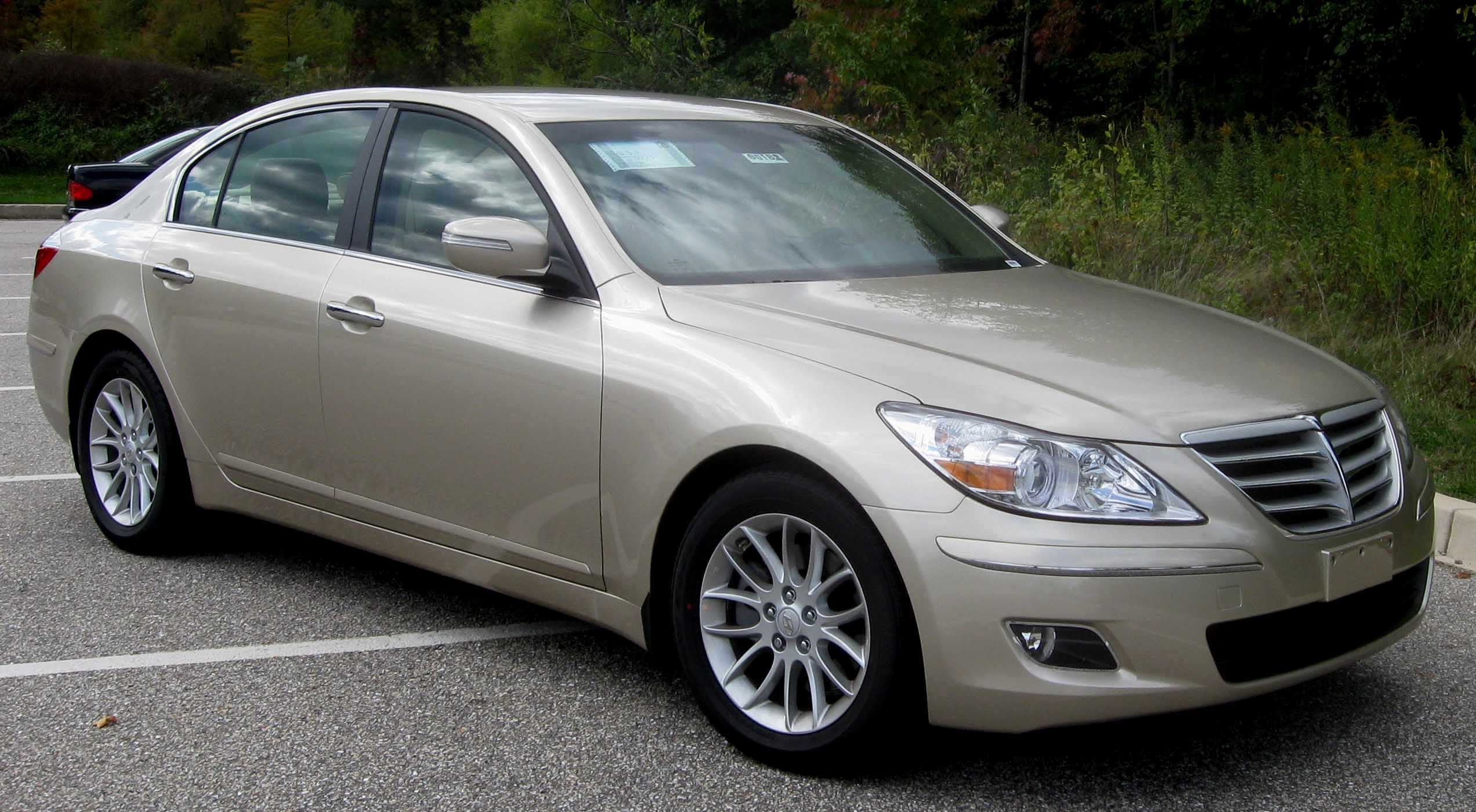
Hyundai Genesis (2008-2011)
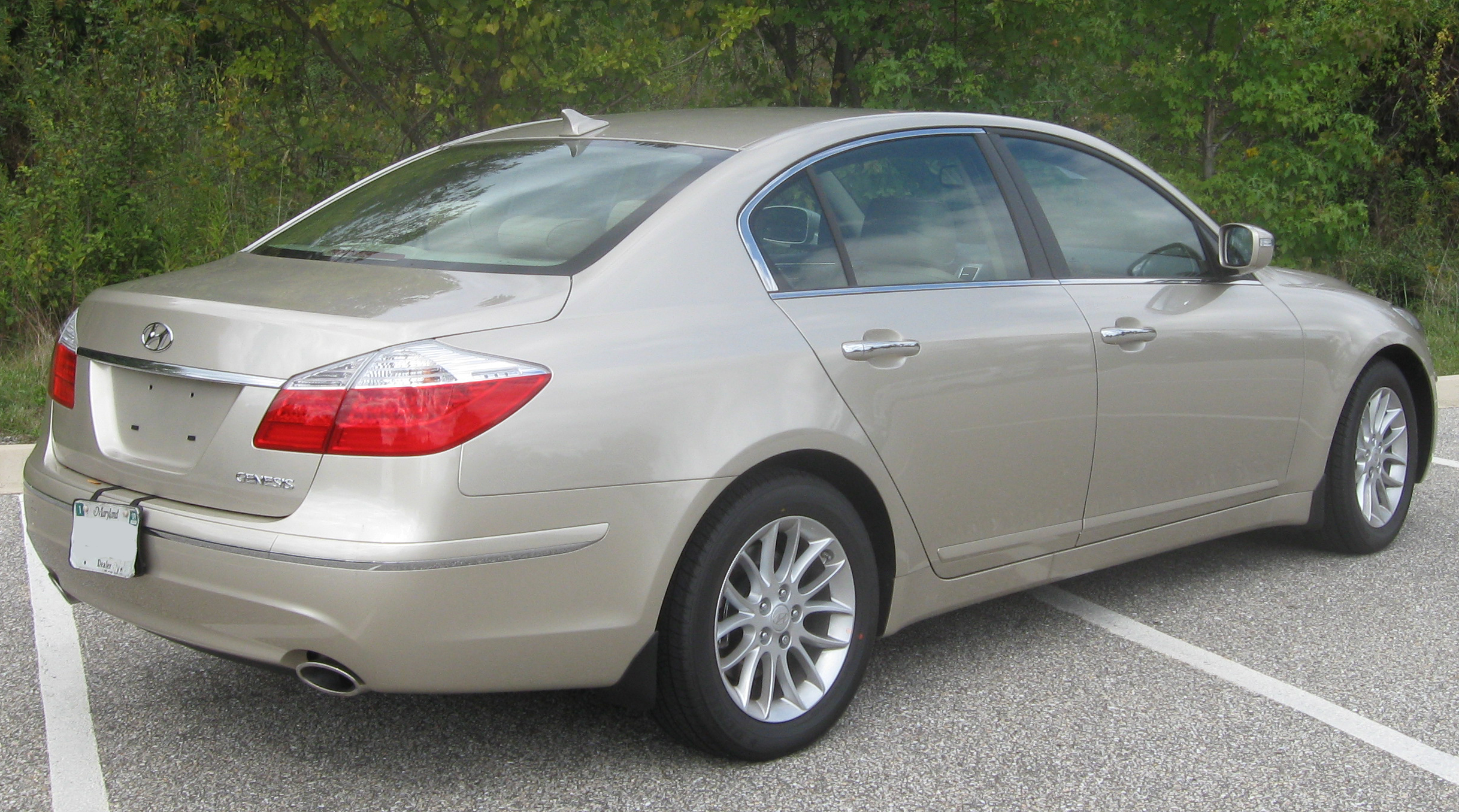
Hyundai Genesis (2008-2011)
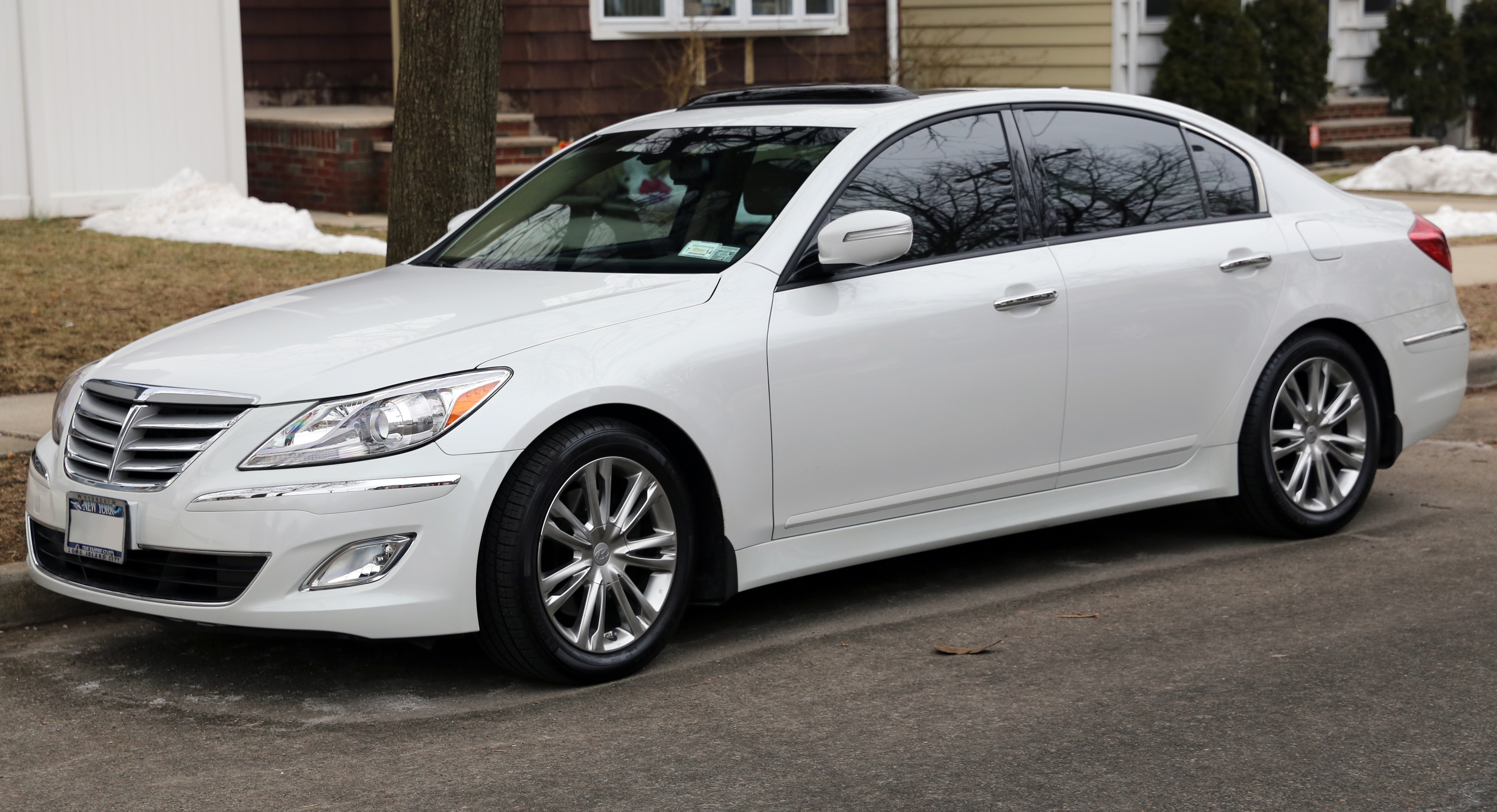
Hyundai Genesis (з 2011)
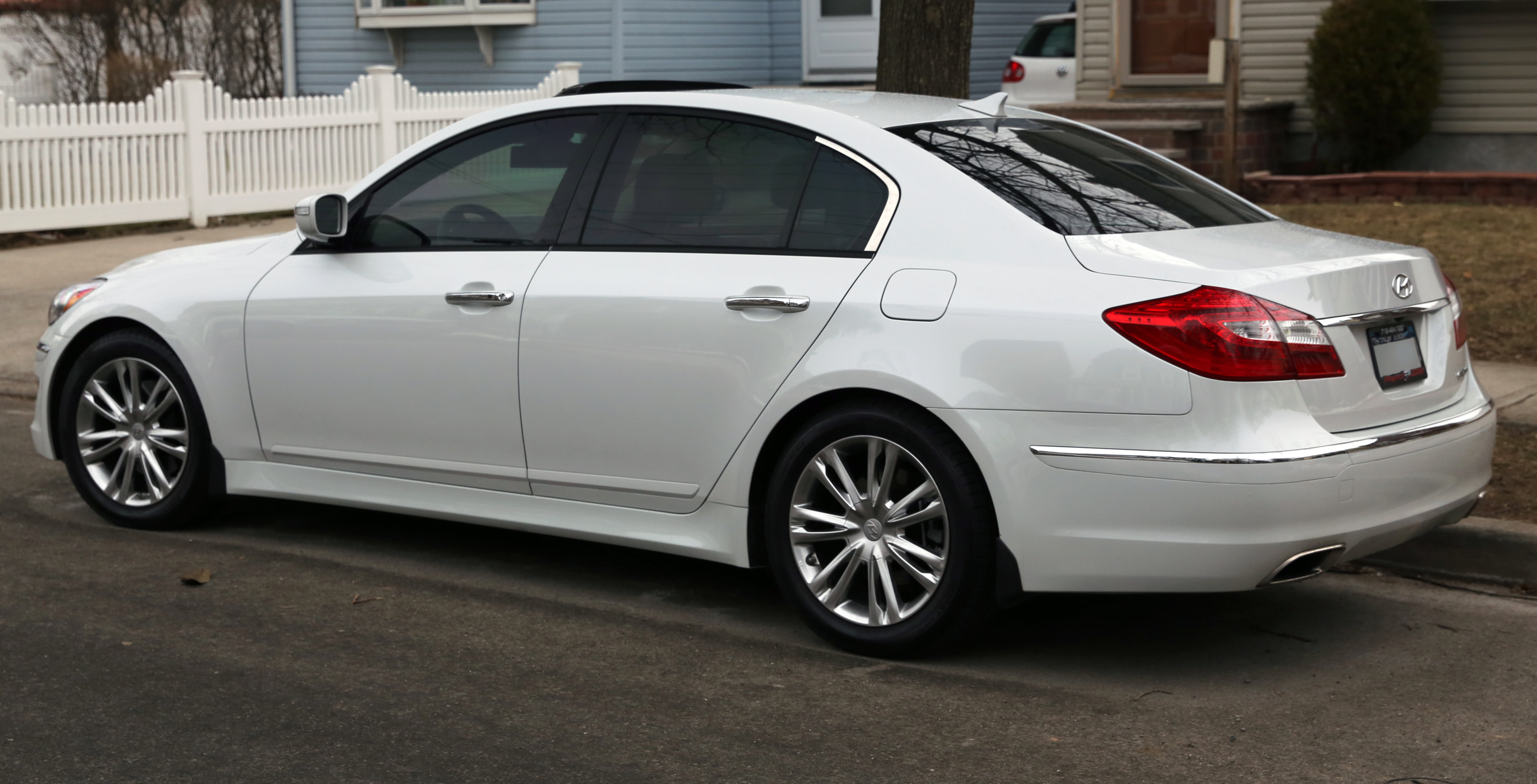
Hyundai Genesis (з 2011)

### Двигуни
- 3,3 л Lambda G6DH V6 (з 2011)
- 3,3 л Lambda G6DB V6
- 3,8 л Lambda G6DJ V6 (з 2011)
- 3,8 л Lambda G6DA V6
- 4,6 л Tau G8BA (269 kW) V8 (з 2011)
- 4,6 л Tau G8BA (282 kW) V8 (з 2010)
- 5,0 л Tau G8BE V8 (з 2011)

## Друге покоління (DH)

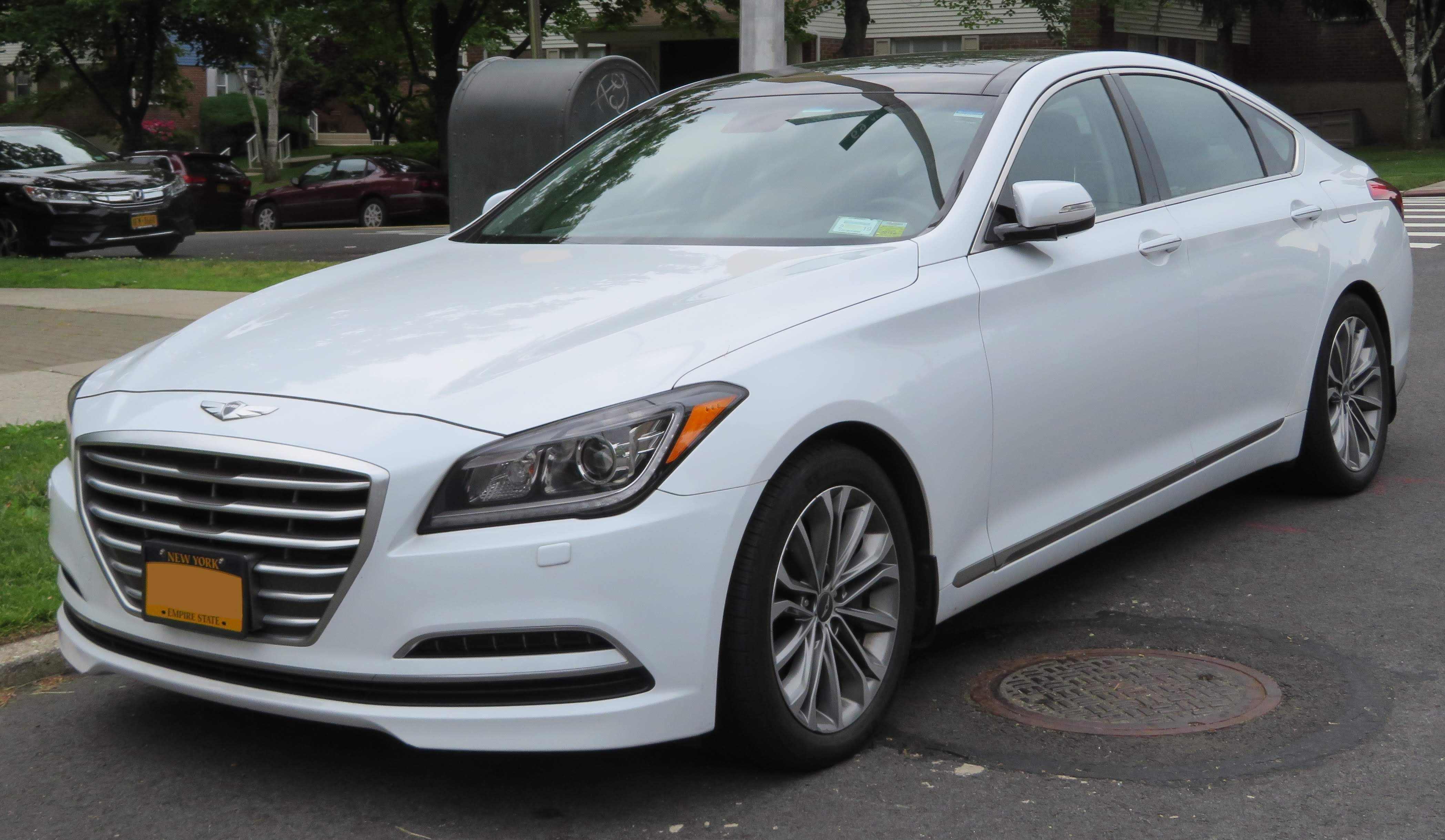
Hyundai Genesis II

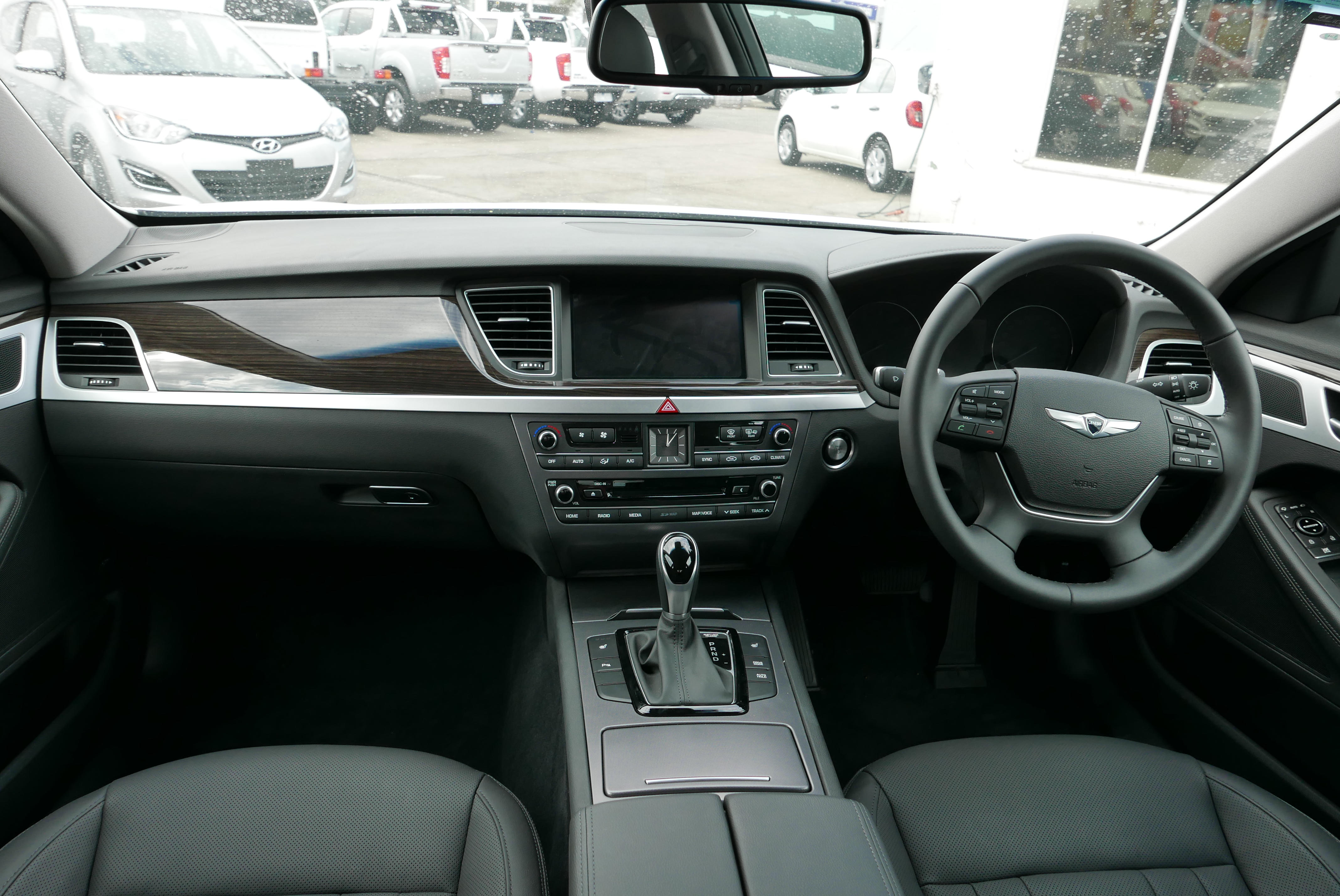

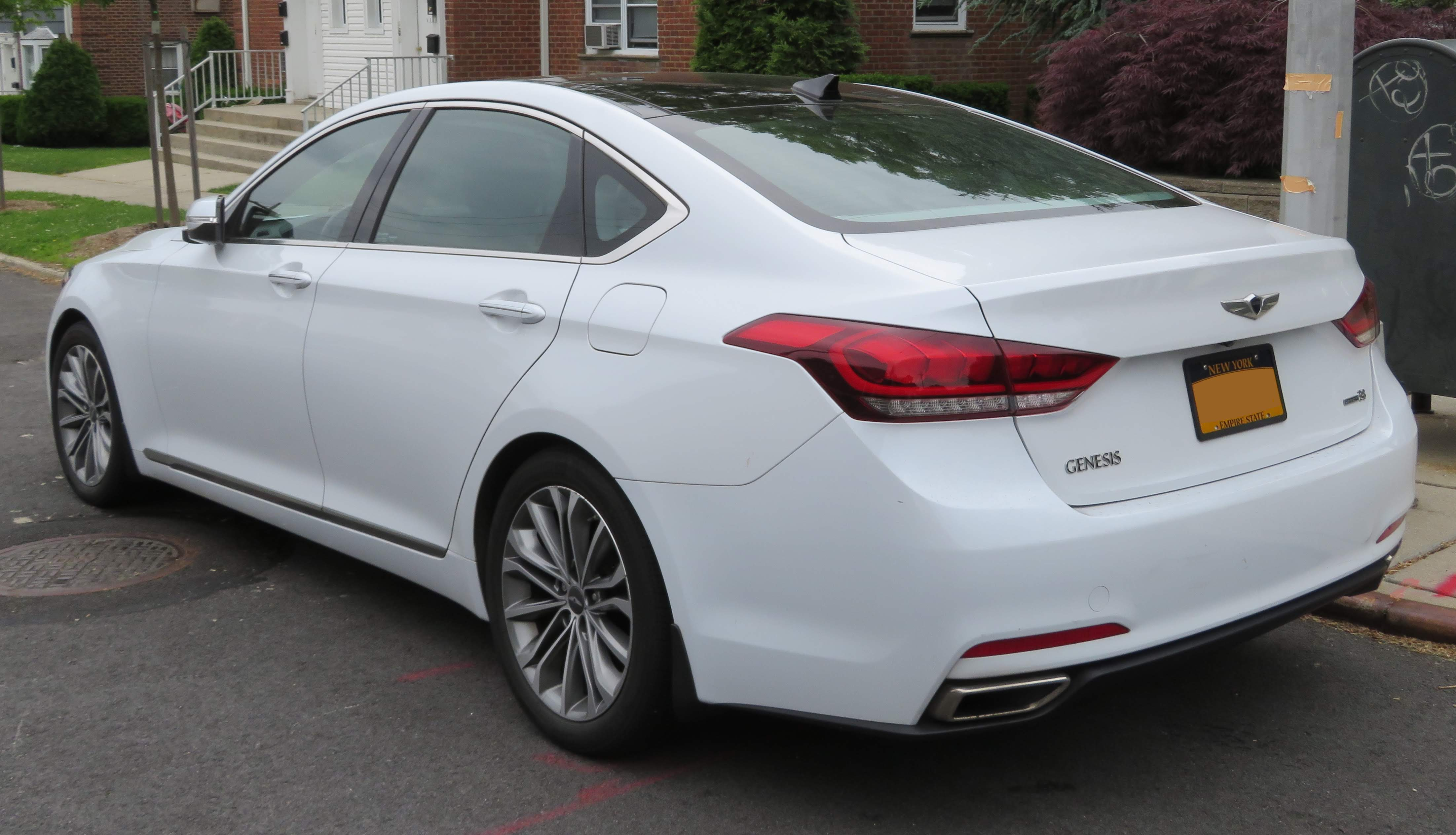
Hyundai Genesis II

Hyundai Genesis другого покоління був представлений в на гала-церемонії в готелі Grand Hyatt в Сеулі, Корея.
Ранні моделі включають вибір 4 двигунів (Lambda 3.0 GDI 269 к.с., Lambda 3.3 GDI 300 к.с., Lambda 3,8 GDI 320 к.с., Tau 5.0 GDI 430 к.с.), задній або повний привод і восьми-ступінчасту автоматичну коробку передач.
В Південній Кореї автомобіль надійшов у продаж 26 листопада 2013 року.
Hyundai Genesis 2016 модельного року комплектується 2 видами двигунів — V6 або V8 атмосферними двигунами з низьким обертовим моментом і зниженим шумом та вібрацією. V6 і V8 моделі можуть скласти конкуренцію подібним двигунам конкурентів за показниками економії палива. Обидва двигуни з'єднані з 8-ступінчастою автоматичною коробкою передач, розробленою компанією Hyundai. У 2016 році Genesis був укомплектований високоміцними задніми ліхтарями і світлодіодними фарами денного світла. 

### Двигуни
- 3.3 л Lambda V6 GDI
- 3.8 л Lambda V6 GDI
- 5.0 л Tau V8 GDI